# Carlo Grante
Carlo Grante (1960) es un pianista clásico italiano. Nacido en L'Aquila y graduado en la Academia Nacional de Santa Cecilia de Roma, interpreta música clásica y clásica contemporánea. Su discografía consta de más de 50 álbumes.

## Biografía
Después de graduarse en el Conservatorio de Santa Cecilia con Sergio Perticaroli, Grante siguió sus estudios con Ivan Davis en la Universidad de Miami; luego con Rudolf Firkusny en la Juilliard School de Nueva York; y más tarde con Alisa Kezheradze-Pogorelić en Londres. También ha estudiado con Ivan Davis, Rudolf Firkušný y Alisa Kezheradze.
Grante ha interpretado y grabado una amplia gama de repertorio de obras para piano, centrándose a menudo en obras menos conocidas. Su discografía abarca desde obras de Franz Liszt y las sonatas completas de Domenico Scarlatti, hasta compositores del siglo XX como Ferruccio Busoni, Leopold Godowsky y Kaikhosru Sorabji. Ha interpretado con notables orquestas de toda Europa, como la Staatskapelle Dresden, la Royal Philharmonic Orchestra, la Orchestra i Pomeriggi Musicali, la Cappella Istropolitana, la Orquesta de Cámara de Europa, la Orquesta Sinfónica MDR, la Orchestra dell'Accademia di Santa Cecilia y la  Orquesta Sinfónica de Viena. Grante también ha escrito artículos académicos sobre investigación en metodología y literatura de piano.
En el Festival de Música de Newport de 1995, Grante interpretó el estreno mundial de los 53 Estudios sobre los Études de Chopin de Leopold Godowsky. En 1996, con motivo de dos recitales en el Wigmore Hall de Londres, un crítico de Musical Opinion escribió: "Los discos de Grante habían mostrado cualidades asombrosas... sus interpretaciones en vivo demostraron que era el pianista de primer nivel que sus discos sugerían". En 1997, dio una serie de seis recitales en Nueva York. Interpretó nuevamente en el Festival de Música de Newport en 2011 y 2012.
Grante ha sido el destinatario de numerosas obras dedicadas a él, entre las que destacan Chopin Dreams y un Concierto para piano del compositor Bruce Adolphe.

## Discografía
- Busoni: Works for Piano and Orchestra, Orchestra dei Pomeriggi musicali di Milano, Music & Arts CD-1047
- Piano works by Busoni, Bloch, Finnissy & Flynn, Music & Arts CD-1247
- Busoni, Troncon – P. Troncon: 6 Preludes and Fugues F. Busoni: Prélude et Etude; Fantasia nach Bach; Vivace e Leggero; Perpetuum mobile, Music & Arts CD-1157
- Busoni, Vlad – Busoni: Fantasia Contrappuntistica, Roman Vlad: Opus Triplex, Music & Arts CD-1186-1
- Muzio Clementi – The Sonatas for Solo Piano, Vol. 1, Altarus
- Leopold Godowsky Edition, Vol. 1 – Passacaglia; 12 Schubert Song Transcriptions, Music & Arts CD-984
- Godowsky Edition, Vol. 2 – Bach Violin Sonatas Transcriptions, Music & Arts CD-1039
- Godowsky Edition, Vol. 3 – Bach Cello Suites Transcriptions, Music & Arts CD-1046
- Godowsky Edition, Vol. 4 – Studies on Chopin's Etudes, Music & Arts CD-1093
- Godowsky Edition, Vol. 5 – Transcriptions from Weber, Schumann, Chopin, Music & Arts CD-1189
- Godowsky Edition, Vol. 6 – "Renaissance" Transcriptions, Music & Arts CD-1215
- Godowsky Edition, Vol. 7 – Transcriptions and Paraphrases, Albeniz to Richard Strauss, Music & Arts CD-1259
- Godowsky Studies on Chopin's Etudes Vol. 1, Studien über die Etüden von Chopin Nos. 1–20, Altarus Air CD 9092
- Godowsky Studies on Chopin's Etudes Vol. 2, Studien über die Etüden von Chopin Nos. 21–43, Altarus Air CD 9093
- Godowsky Studies on Chopin's Etudes Vol. 3, Studien über die Etüden von Chopin Nos. 44–48, Passacaglia, 4 Chopin Waltz transcriptions, Altarus Air CD 9094
- Giovanni Benedetto Platti
  - Platti – Sonatas Vol. 1, Sonatas 1–4, Dante PSG9647
  - Platti – Sonatas Vol. 2, Sonatas 5–8, Dante PSG9648
  - Platti – Sonatas Vol. 3, Sonatas 9–13, Dante PSG9651
- Liszt, Busoni, Sorabji – Liszt: Norma Fantasy, Don Juan Fantasy, Busoni: Sonatina super Carmen, Sorabji: Carmen Pastiche, Altarus Air CD
- Franz Liszt – Viacrucis, Harmonies poétiques et religieuses
- Carlo Grante Live in New York – Liszt: Mazeppa, Sonata, Bach-Busoni: Chaconne
- Wolfgang Amadeus Mozart – Concerto K. 449 – Concerto K. 488 – Concerto K. 365 (Orchestra dell’Accademia di Santa Cecilia, Rome; B. Sieberer, cond.; Barbara Panzarella, piano II in K. 365), Music & Arts CD-1222
- Poulenc; Saint-Saëns; Elliot – Music for Woodwinds and Piano, Altarus Air CD 9032
- Sergei Rachmaninoff – Preludes Op. 32, Corelli Variations, Isle of the Dead (transcr. G. Kirkor) Music & Arts CD-1128
- Scarlatti – Domenico Scarlatti, Vol. 1 (6 CDs, 90 Sonatas), 30 Essercizi, Parma book I: Sonatas 1–30, Parma book II: Sonatas 1–30, Music & Arts CD-1236
- Scarlatti – Domenico Scarlatti, Vol. 2 (6 CDs, 90 Sonatas), Parma book III: Sonatas 1–30, Parma book IV: Sonatas 1–30, Parma book V: Sonatas 1–30, Music & Arts CD-1242
- Franz Schmidt –  Concertante Variations for piano (left hand) and orchestra, Concerto in E-flat major German Radio Orchestra, MDR Leipzig, Fabio Luisi, cond. Querstand VKJK 0611
- Robert Schumann – Three Piano Sonatas, Sonata, Op. 11, Sonata, Op. 14, Sonata, Op. 22 Music & Arts CD-1120
- Roman Vlad – Major piano works Cantata No. 3, "Le ciel est vide" Santa Cecilia Academy Chorus and Orchestra, Giuseppe Sinopoli, cond. Music & Arts CD-1217
- Maria Hofer – Toccata (piano solo) Ballada, for violoncello and piano (with Euden Prochak) Lieder (with Patrizia Cigna, Wolf Matthias Friedrich)
- Wolfgang Amadeus Mozart – Twelve Variations on "Ah vous dirai-je, Maman"

## Publicaciones
- Criteri primari di metodologia pianistica, Rugginenti Editori, Milán, 2012ISBN 978-88-7665-620-0 . Fundamentals of Piano Methodology (2013),ISBN 978-88-7665-637-8 [6]